# Eco.mont – Journal on Protected Mountain Areas Research and Management
Eco.mont est un journal académique autrichien centré sur les aires protégées de montagne. Il fonctionne par principe d'évaluation par les pairs et est indexé dans le Science Citation Index (Web of Science). Selon le Journal Citation Reports, la revue a un facteur d'impact de 0,306 en 2012. Le journal eco.mont a été créé en 2009. Il est publié bianuellement par la Innsbruck University Press et la Austrian Academy of Sciences Press.